# 切爾夫萊內
50°34′58″N 34°21′35″E / 50.58278°N 34.35972°E
切爾夫萊內（羅馬化：Chervlene）是位於烏克蘭東北部的村莊，由蘇梅州蘇梅區的萊貝丁市鎮負責管轄。該村處於普肖爾河右岸，分別距離希爾基1公里和庫爾漢1.5公里，2001年人口536。